# 코스타스 네스토리디스
콘스탄티노스 "코스타스" 네스토리디스(그리스어: Κωνσταντίνος "Κώστας" Νεστορίδης, 1930년 3월 15일~2023년 12월 12일)는 그리스의 전 축구 선수이다. 그는 그리스 국가대표팀에 1951년에 데뷔해 17경기에 출전하였고, 4골을 득점하였다.

## 경력
드라마의 폰토스계 그리스인 가정에서 출생한 그는 유년 시절에 아테네로 이주하였다. 네스토리디스는 1945년, 에노시스 아유 니콜라오스 칼리테아 유소년팀에서 축구를 시작하여 1947년에 17세의 나이로 파니오니오스 GSS에서 1군 데뷔를 하였다. 네스토리디스는 1955년까지 파니오니오스 선수로 활약하였고, 1957년부터 AEK에서 활약하면서 화려한 경력을 시작했는데, 1955-56 시즌에는 파니오니오스가 AEK와의 협상을 거부하면서 경기에 출전하지를 못했다.
"캡틴 네스토라스" (Καπετάν Νέστορας)는 1958-59 시즌부터 1962-63 시즌 (마지막 지역 리그와 처음 4시즌의 전국 리그)까지 5시즌 연속으로 득점왕에 오르면서 거의 즉시 기대에 부응하였다. 그는 AEK에서 활약하면서 265경기에 나와 223골을 넣었고, 클럽의 역대 최다 득점 선수들 중 한명으로 기록되었으며, 클럽의 팬들에게 AEK의 유니폼을 입은 가장 위대한 선수들 중 한명으로 추앙받고 있다. 그는 AEK 역대 최다 득점 3위에 올라 있으며, 202번의 그리스 국내 리그 경기에서 172번의 득점을 성공시켰다. 그와 또다른 AEK의 전설인 미미스 파파이오안누는 클럽의 최강 공격 듀오이며 가장 많은 지지를 받았다. 그는 AEK에서 1965년 12월까지 활약하다가 승격팀 비자스로 이적하여 1년 활약하였고, 이후 은퇴하였다.
그는 1966년에 알파 에트니키에서의 활약을 1년 중단하다가 36세에 사우스 멜버른 엘라스에 합류하여 최다 득점자로 또다시 이름을 올렸고, 클럽이 빅토리아 주 리그 우승을 하도록 도왔다. 네스토리디스는 1967년에 다시 사우스 멜버른 엘라스에 입단하였고, 팀은 리그에서 4위를 차지했다. 그의 사우스 멜버른 엘라스 마지막 경기는 0-4로 포트 멜버른 슬라비아에 패한 도커티 컵 결승전이었다. 멜버른에서의 2년 동안 네스토리디스는 엘라스가 출전한 경기에 대규모 관중을 끌어모았다.
현역 은퇴 후, 네스토리디스는 파닐리아코스, 칼리테아, 그리고 AEK (1982–1983, 1984) 와 같은 몇몇 클럽의 사령탑을 맡았다.

## 기록
그는 수페르리가 엘라다 한경기에서 5골을 기록한 몇 안되는 선수들 중 한명이다. 그는 이 업적을 5-0으로 이긴 이라클리스와의 1962-63 시즌 경기에서 달성하였다.

## 통계
| 클럽                 | 대회          | 출장 | 골  |
| -------------------- | ------------- | ---- | --- |
| 파니오니오스         | 합계          | ?    | 68  |
| AEK                  | EPSA          | ?    | 12  |
| AEK                  | 범그리스 리그 | ?    | 32  |
| AEK                  | 알파 에트니키 | ?    | 140 |
| AEK                  | 그리스 컵     | ?    | 39  |
| AEK                  | 유러피언컵    | ?    | 1   |
| AEK                  | 컵위너스컵    | ?    | 1   |
| AEK                  | 합계          | 262  | 225 |
| 사우스 멜버른 엘라스 | 합계          | ?    | 33  |
| 합계                 | 합계          | 262  | 225 |

## 수상

### 클럽
AEK
- 알파 에트니키: 1962-63
- 그리스 컵: 1963-64

사우스 멜버른 엘라스
- 빅토리아 주 리그: 1966

### 개인
- 수페르리가 엘라다 득점왕: 1958-59, 1959-60, 1960-61, 1961-62, 1962-63
- 빅토리아 주 리그 득점왕: 1966

## 참고 문헌
- Katsaros, Nikos (2008). 《Κώστας Νεστορίδης - Ο μάγος της μπάλας: Βιογραφία (코스타스 네스토리디스 - 공의 마법사: 바이오그래피)》. Ankara. ISBN 978-960-422-625-2.